# Afrodisio di Béziers
Afrodisio (... – III secolo) è ritenuto il primo vescovo di Béziers.

## Agiografia
Gregorio di Tours pone il suo episcopato al III secolo; sarebbe stato posto a capo della Chiesa di Béziers da Paolo, vescovo di Narbona.
Secondo le lezioni di un breviario locale del XIV secolo, era di origini orientali, funzionario della prefettura d'Egitto, e si sarebbe convertito al cristianesimo in età matura.
Una tradizione lo identifica arbitrariamente con un omonimo personaggio dell'apocrifo Vangelo dell'Infanzia che protesse Gesù, Giuseppe e Maria al tempo della fuga in Egitto: secondo questa leggenda, Afrodisio si sarebbe trasferito in Palestina e sarebbe diventato discepolo di Gesù, poi avrebbe raggiunto la Provenza con Lazzaro e le sue sorelle e sarebbe divenuto vescovo di Béziers, morendo martire sotto Nerone.

## Culto
Il suo elogio si legge nel Martirologio romano al 28 aprile.
A Béziers la festa di sant'Afrodisio era celebrata, unitamente a quella di san Paolo di Narbona, il 22 marzo; nella diocesi di Montpellier era commemorato il 28 aprile.
Nell'arte, sant'Afrodisio è spesso raffigurato in compagnia di un cammello.